# Antwerp Management School
De Antwerp Management School, afgekort AMS, is een Belgische businessschool (handelshogeschool). De AMS is een autonome instelling van de Universiteit Antwerpen.

## Geschiedenis
De Antwerp Management School werd in 1959 als het Instituut voor Postuniversitair Onderwijs (IPO) opgericht.
In 2000 werd de instelling omgedoopt tot Universiteit Antwerp Management School (UAMS), een integratie van het IPO, het Instituut voor Management en Bestuur, de master in de personeelswetenschappen van de Universitaire Faculteiten Sint-Ignatius Antwerpen (Ufsia) en het MBA-programma van de Ufsia. en werd deze een instelling binnen de Universiteit Antwerpen. Alle postgraduate managementprogramma's en managementmasterprogramma's van de Universiteit Antwerpen werden overgenomen door de AMS. In 2003 werd de UAMS onderdeel van de Universiteit Antwerpen. In 2008 erkende de Vlaamse overheid de UAMS formeel als autonome academische instelling met de Universiteit Antwerpen als peterinstelling. In 2009 wijzigde de businessschool andermaal van naam: Antwerp Management School (AMS).
Vanaf 2000 was de UAMS (later AMS) gehuisvest in het monumentale pand Het Brantijser.
In 2018 verhuisde de AMS naar het voormalige OCMW-gebouw Boogkeers aan het Mechelseplein.

## Organisatie
De Antwerp Management School heeft sedert 21 mei 2008 de vorm van een Stichting van openbaar nut, en wordt geleid door een Raad van Bestuur en een Algemene Raad.
Het collegegeld voor 1 jaar bedroeg in 2023 €18500.

## Accreditatie
De Antwerp Management School is geaccrediteerd door twee internationale labels die garant staan voor de kwaliteit van de geboden opleiding: AACSB en AMBA. Bovendien is de businessschool geaccrediteerd door het regionale NVAO-label.